# Beatrixhaven (Maastricht)
Pour les articles homonymes, voir Beatrixhaven.
Le Beatrixhaven, en maastrichtois « Beatrixhave », est un quartier de Maastricht situé dans l’arrondissement nord-est. Il s'agit aussi d'un port fluvial et d'un parc d'affaires. Il y a aussi un certain nombre d'établissements non-industriels ou commerciaux, tels que le refuge animalier.

## Géographie

### Situation
Le quartier est situé au nord-est de la ville de Maastricht, au nord du quartier Limmel. À la limite est du quartier se trouve la ligne Maastricht - Venlo de l'autre côté de la voie ferrée se trouve le quartier de Nazareth. Au nord se trouve le quartier de Meerssenhoven avec ces quelques domaines dont le château Vaeshartelt. À l'ouest se trouve le canal Juliana, de l'autre côté se trouve Borgharen et Itteren.

### Urbanisme

#### Organisation
Avec ses 200 hectares, Beatrixhaven est la plus grande zone industrielle de Maastricht. La plupart des entreprises sont situées à proximité du port intérieur, qui communique avec le canal Juliana. Les routes principales sont la Fregatweg et la William Alexanderweg.
Le quartier est desservi par l’autoroute A2, reliée à la A79 par l’échangeur autoroutier Kruisdonk. Fin 2013, la nouvelle gare de Maastricht Nord a commencé à fonctionner.

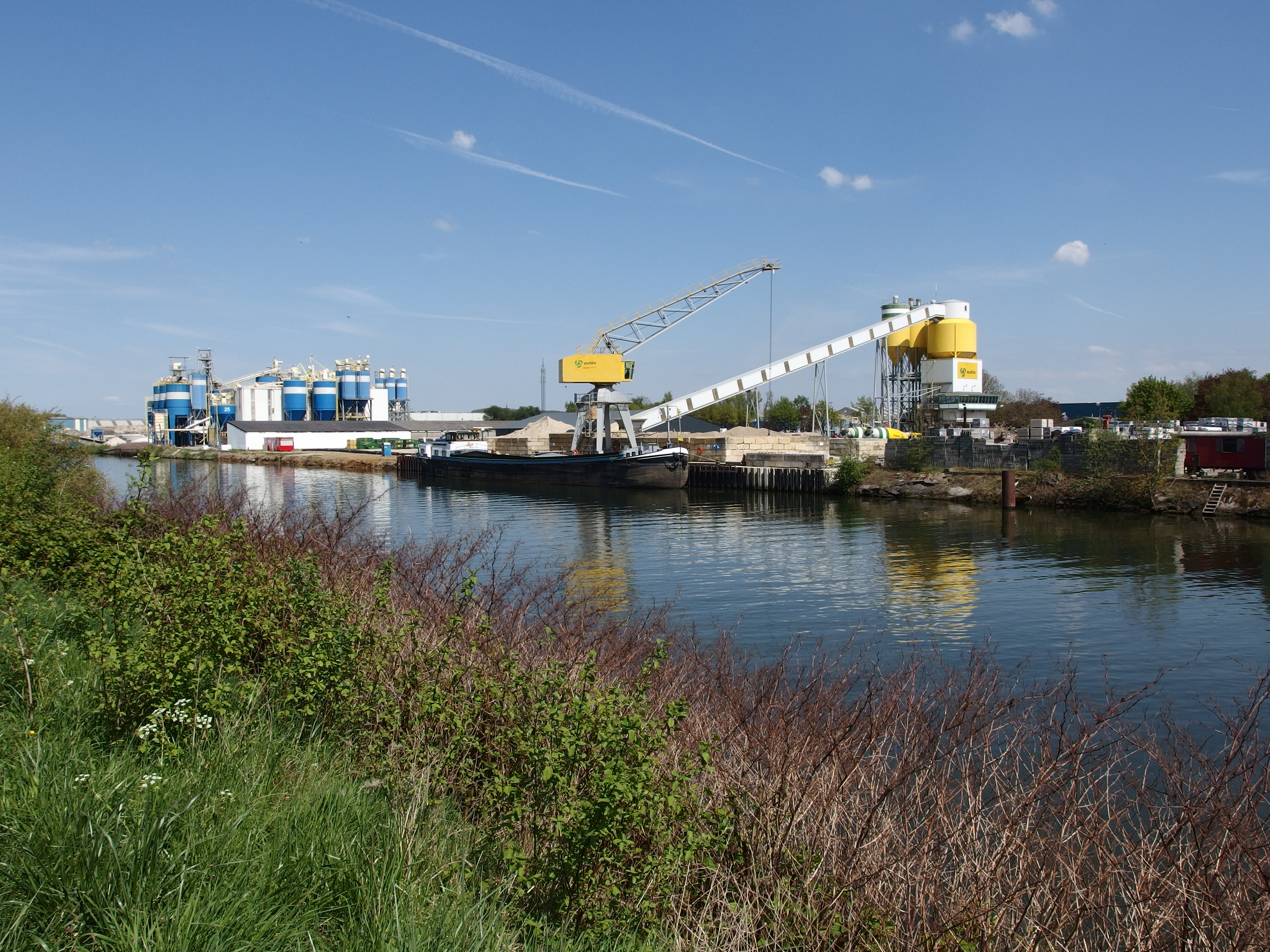
Canal Juliana.
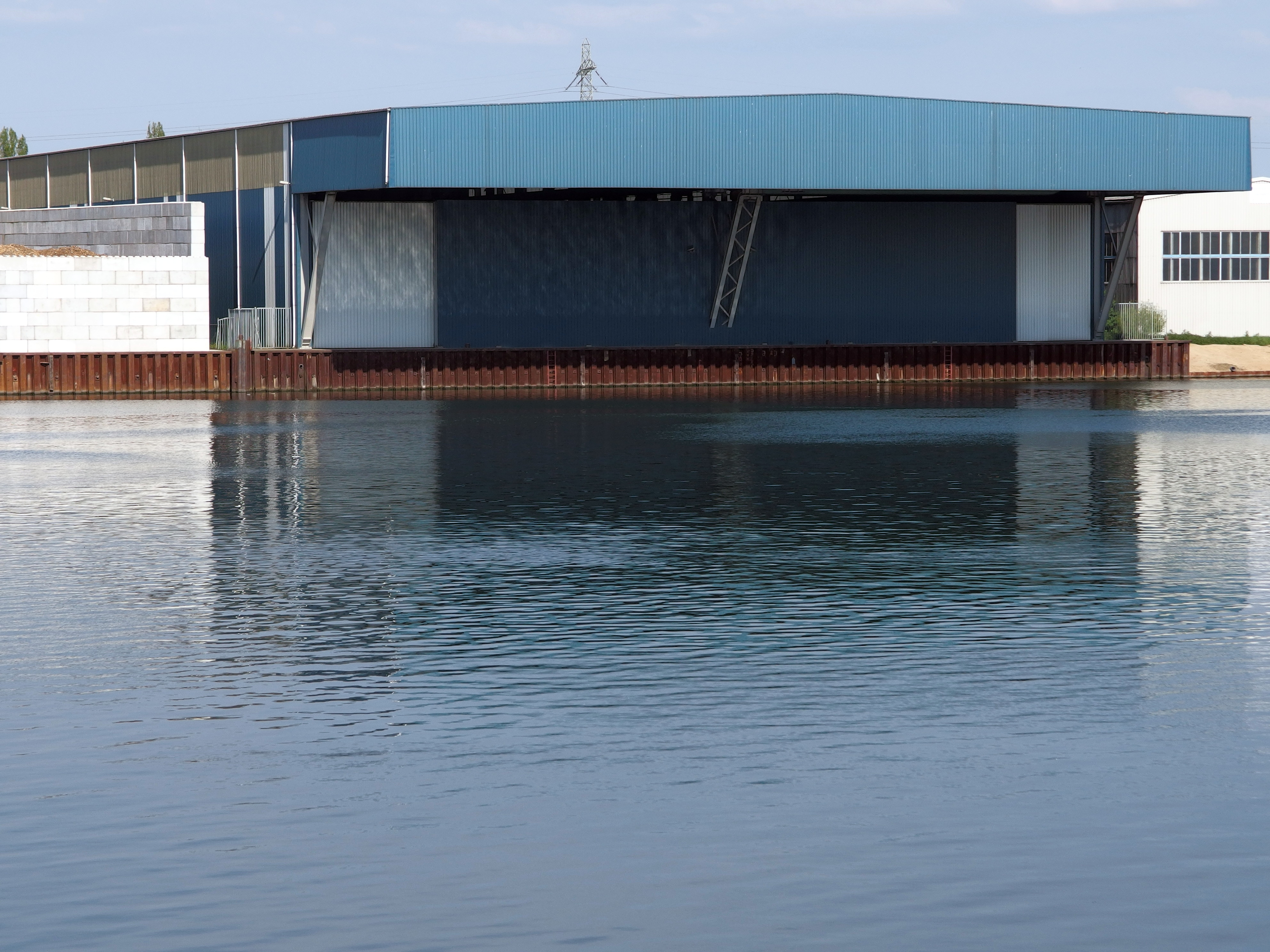
Accessibilité par l'eau.
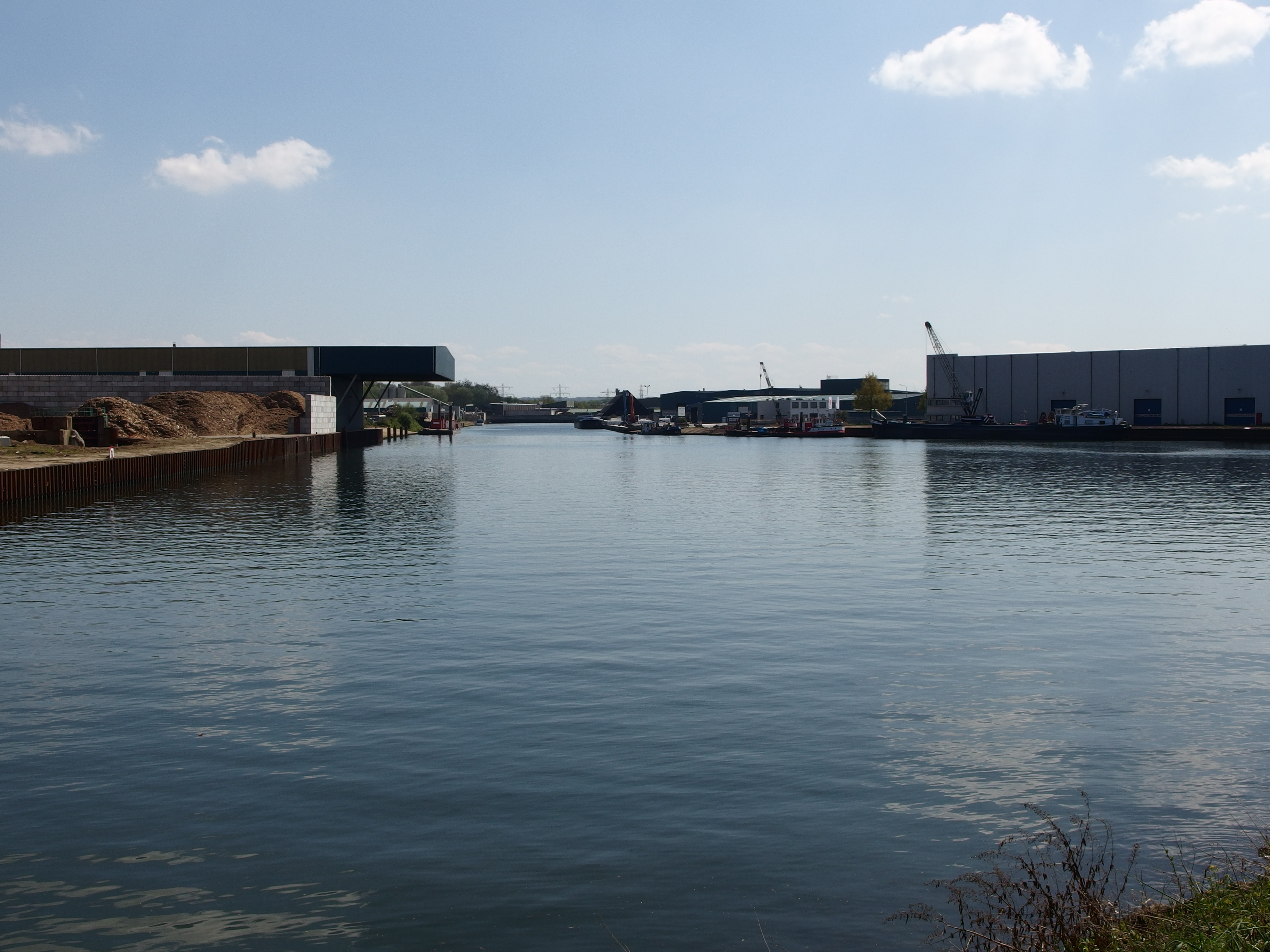
Beatrixhaven et le canal Juliana.
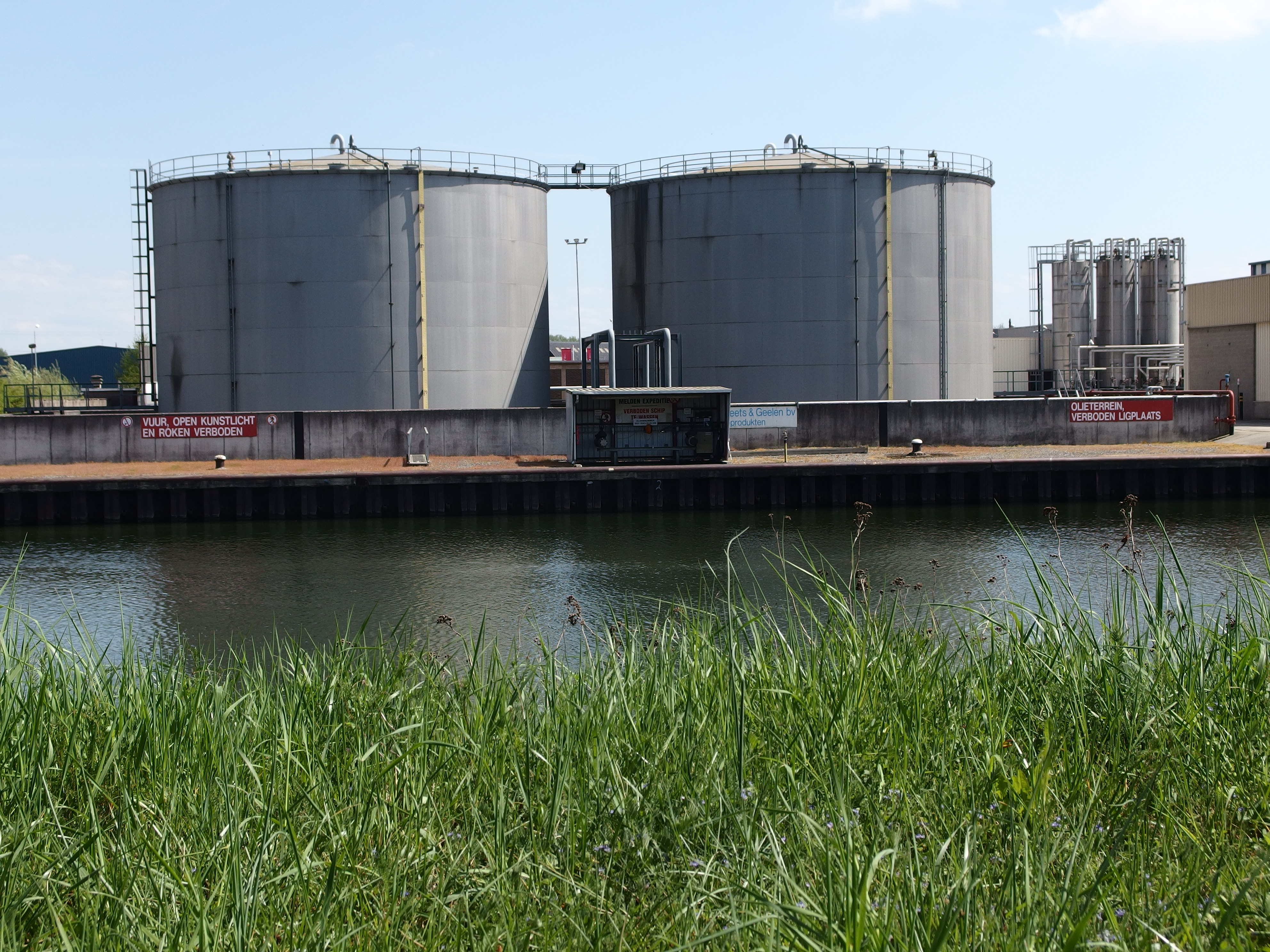
Réservoirs de stockage.

#### Développement récent
Une restructuration du quartier est prévue pour 2014. Le port est approfondie, les quais de chargement et de déchargement sont renforcées et de nouveaux espaces de transbordement pour le transport maritime, ferroviaire et routier seront étendus. En 2013, la gare de Maastricht Nord et un parc relais ont été ouverts. À l’automne 2014, une nouvelle sortie de l'autoroute A2 sera terminée.
En dehors de ces éléments, une attention particulière a été accordée aux objets de valeurs culturelles et historiques du quartier. Le centre d'affaires est situé dans la zone immobilière de Maastricht-Meerssen et est donc entouré de châteaux et manoirs avec jardin, bois et vergers. Les propriétés étaient reliées par des voies dont la Beukenlaan est un vestige. Celle-ci a été prolongée jusqu'à la nouvelle gare de Maastricht Nord, où elle se connecte au tunnel du Roi Willem-Alexander, au-dessus duquel se trouve le Groene Loper (chemin vert) et un sentier de randonnée et de cyclisme.

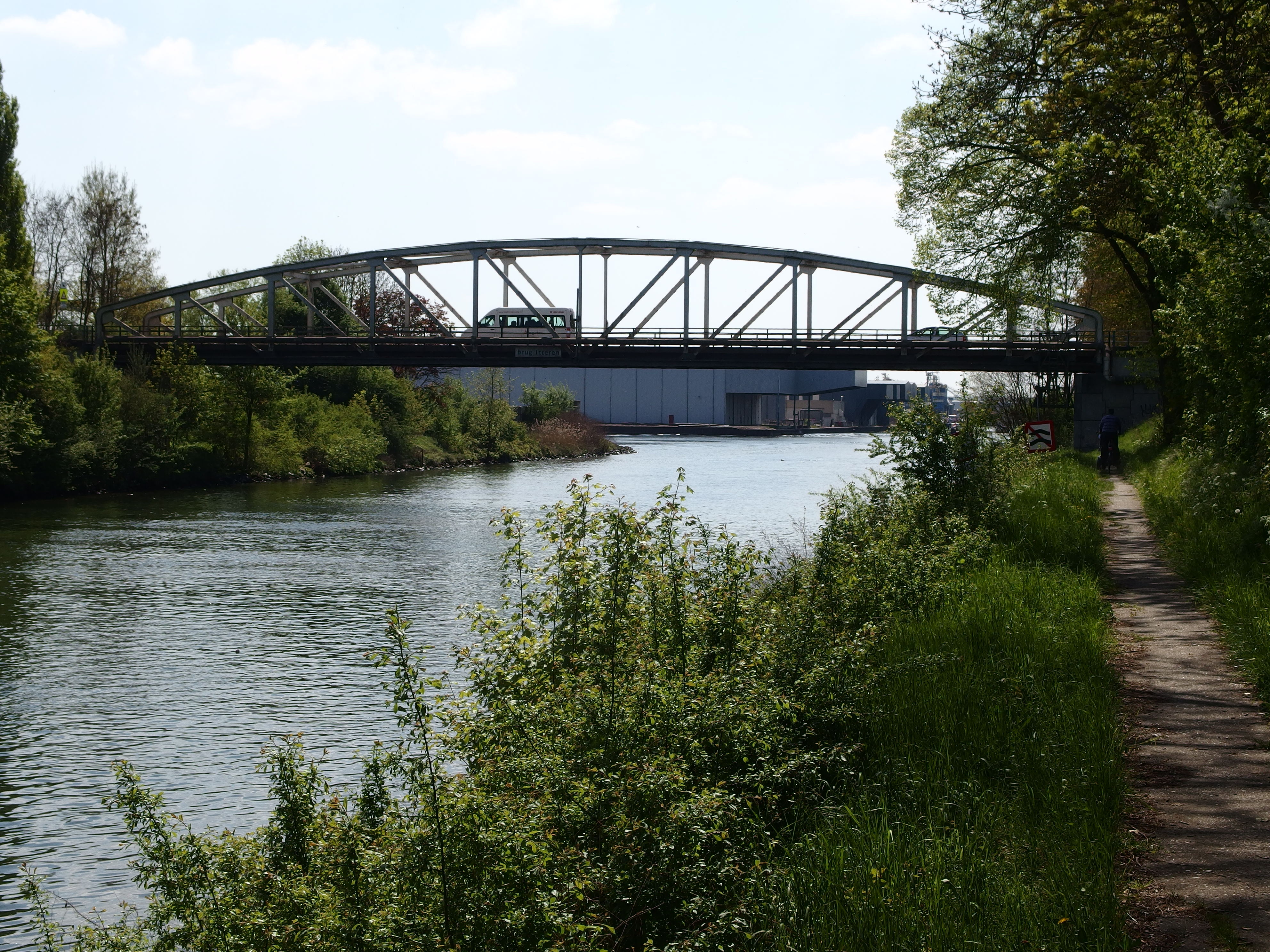
Beatrixhaven et le pont vers Itteren.
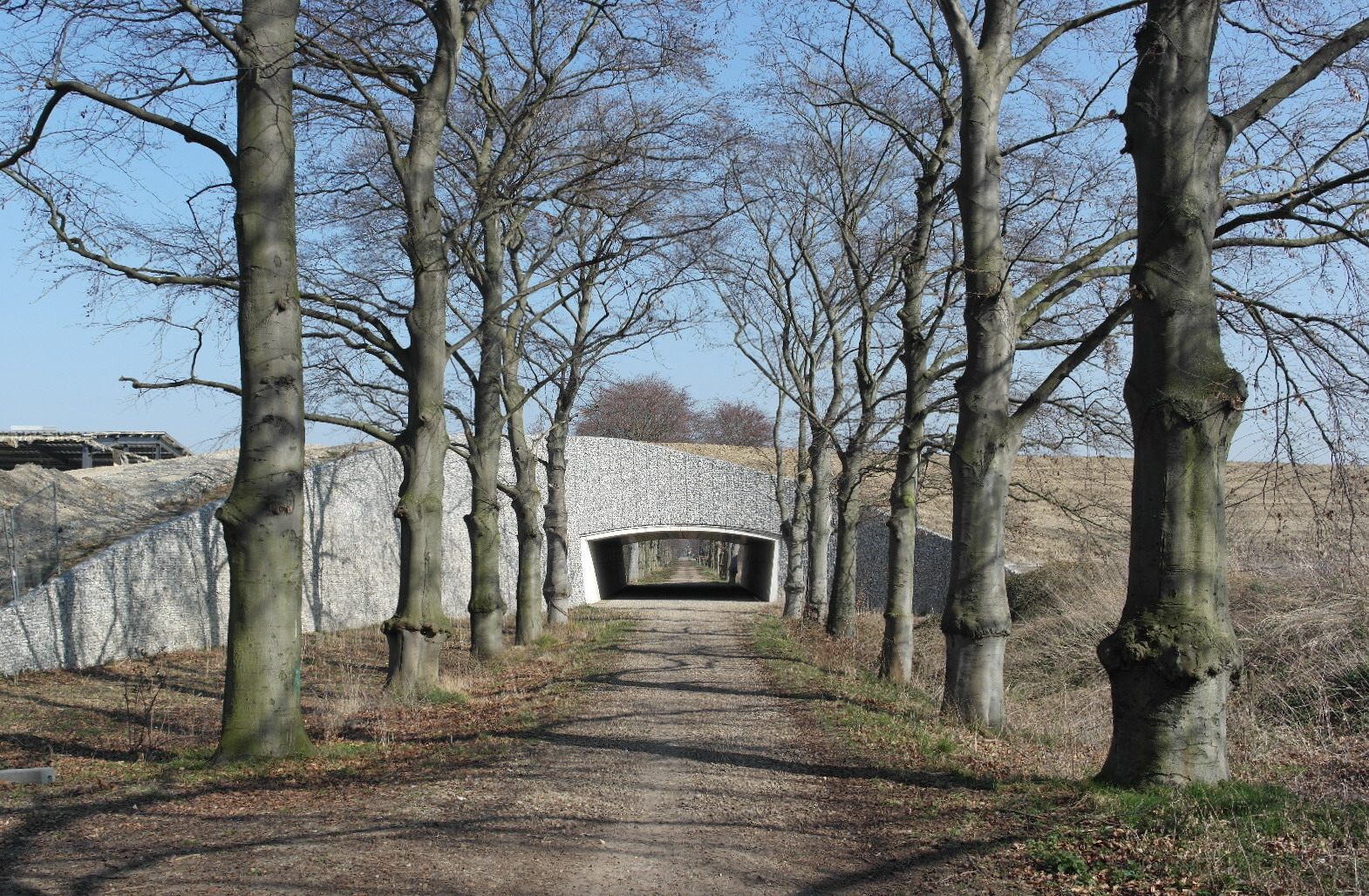
Croisement entre la Beukenlaan et la nouvelle route d'accès.
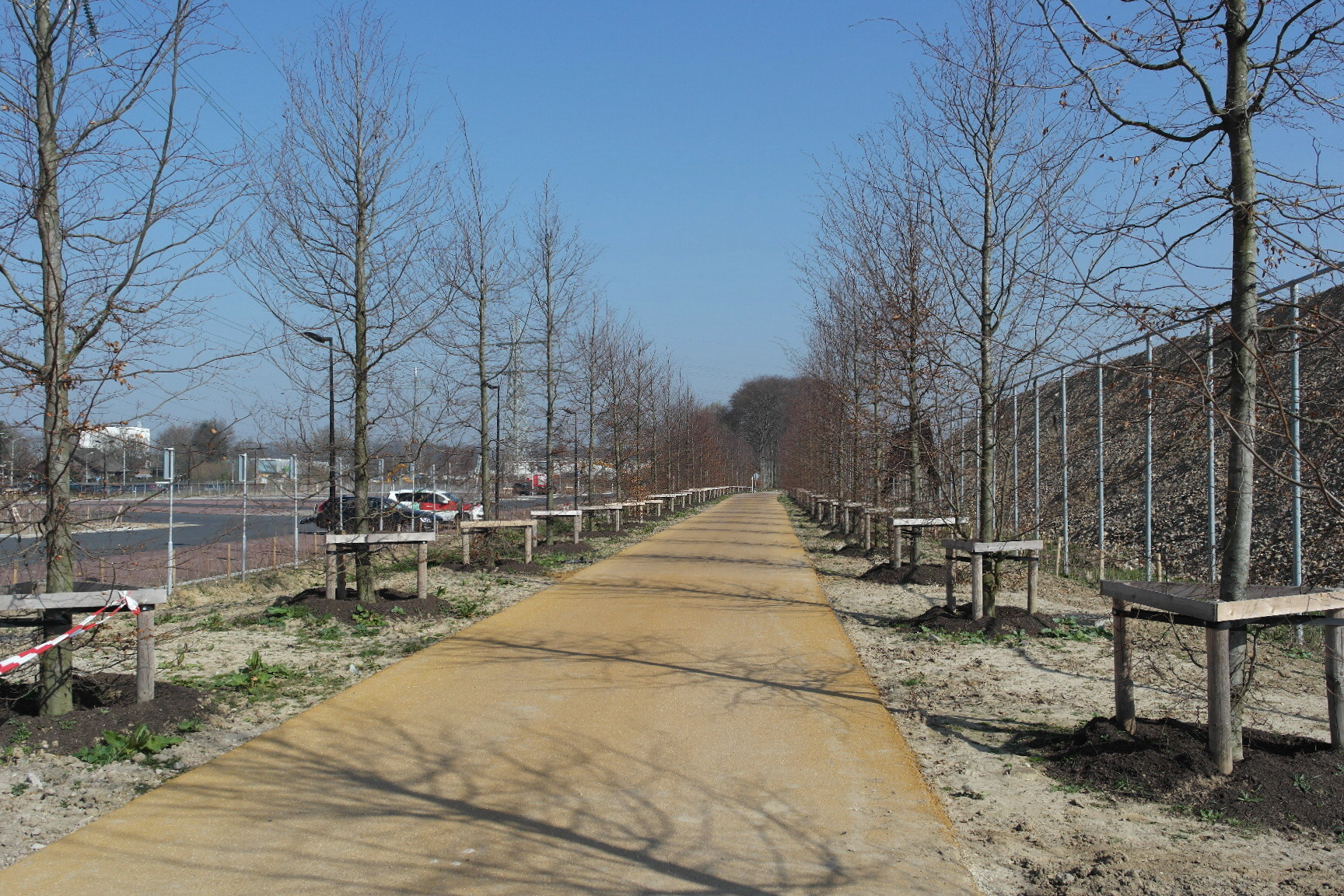
La partie prolongée de la Beukenlaan et le parc relais près de la gare.
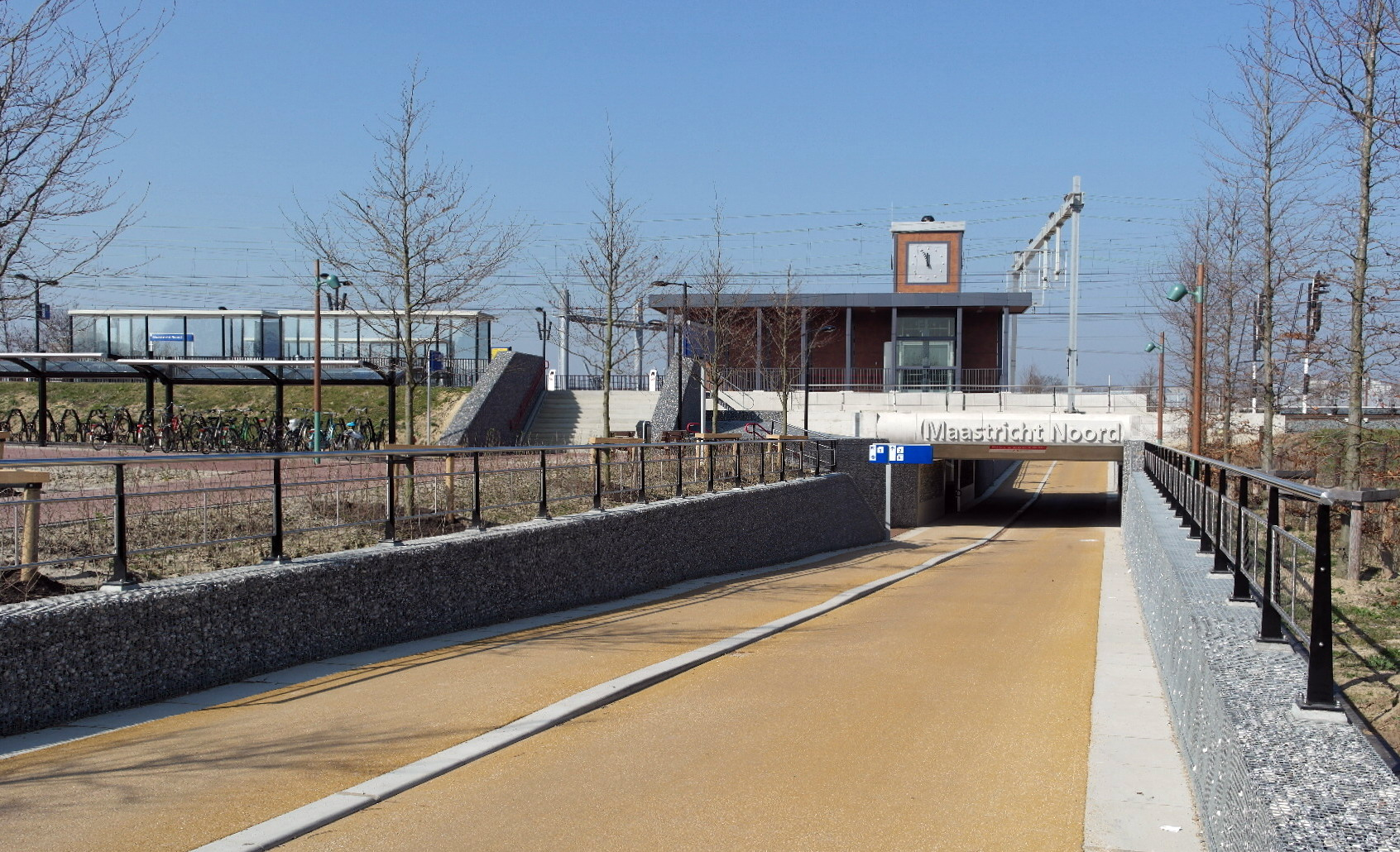
Station de Maastricht Nord et tunnel pour les vélos.

## Économie
Un certain nombre de grandes sociétés y ont leurs sièges dont Mora, Ankersmit et Corus Maastricht.

## Sources
- (nl) Cet article est partiellement ou en totalité issu de l’article de Wikipédia en néerlandais intitulé « Beatrixhaven (Maastricht) » (voir la liste des auteurs).

## Compléments